# V/STOL

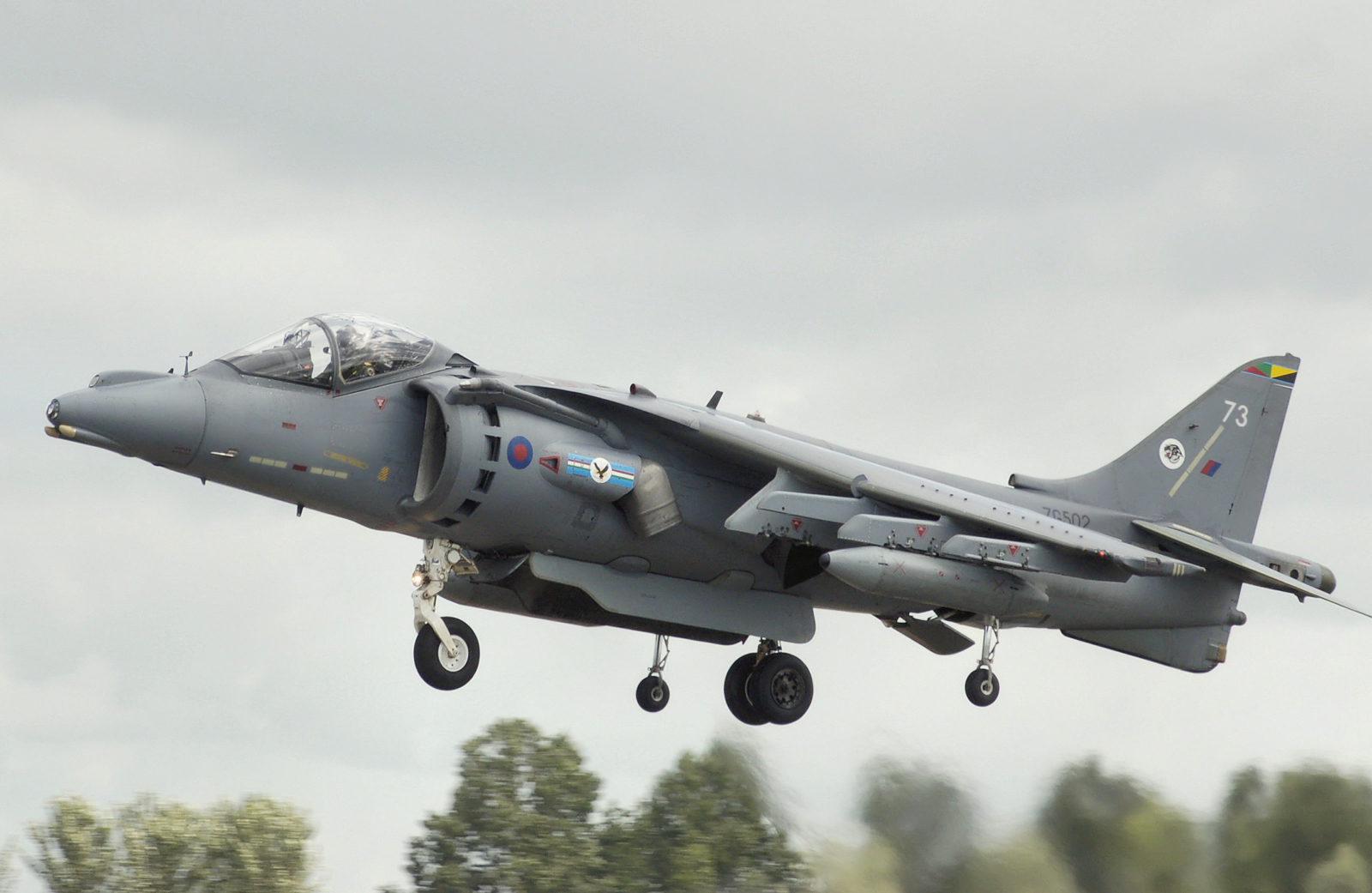
RAF Harrier GR9 tại RIAT 2008

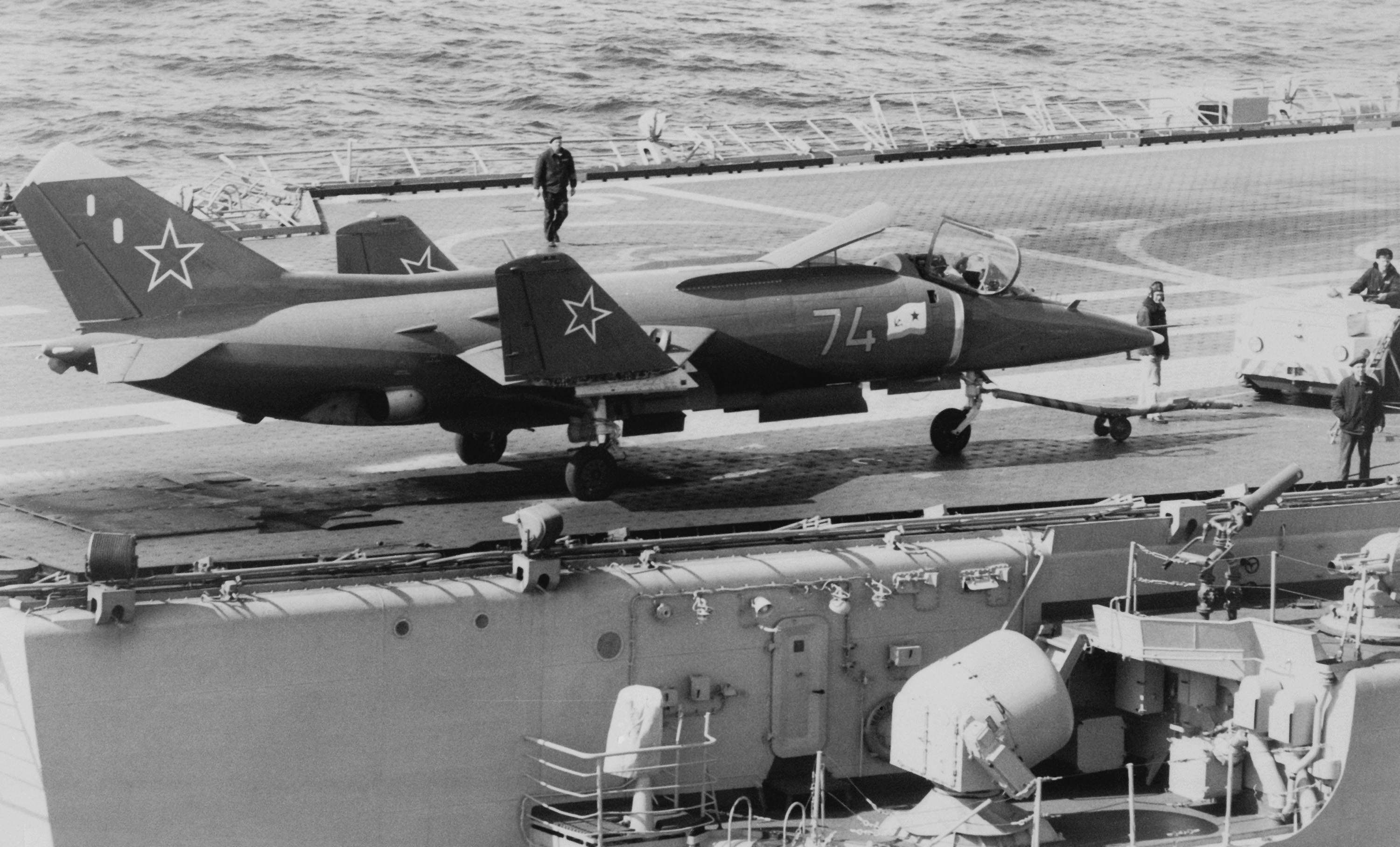
Yakovlev Yak-38 Forger

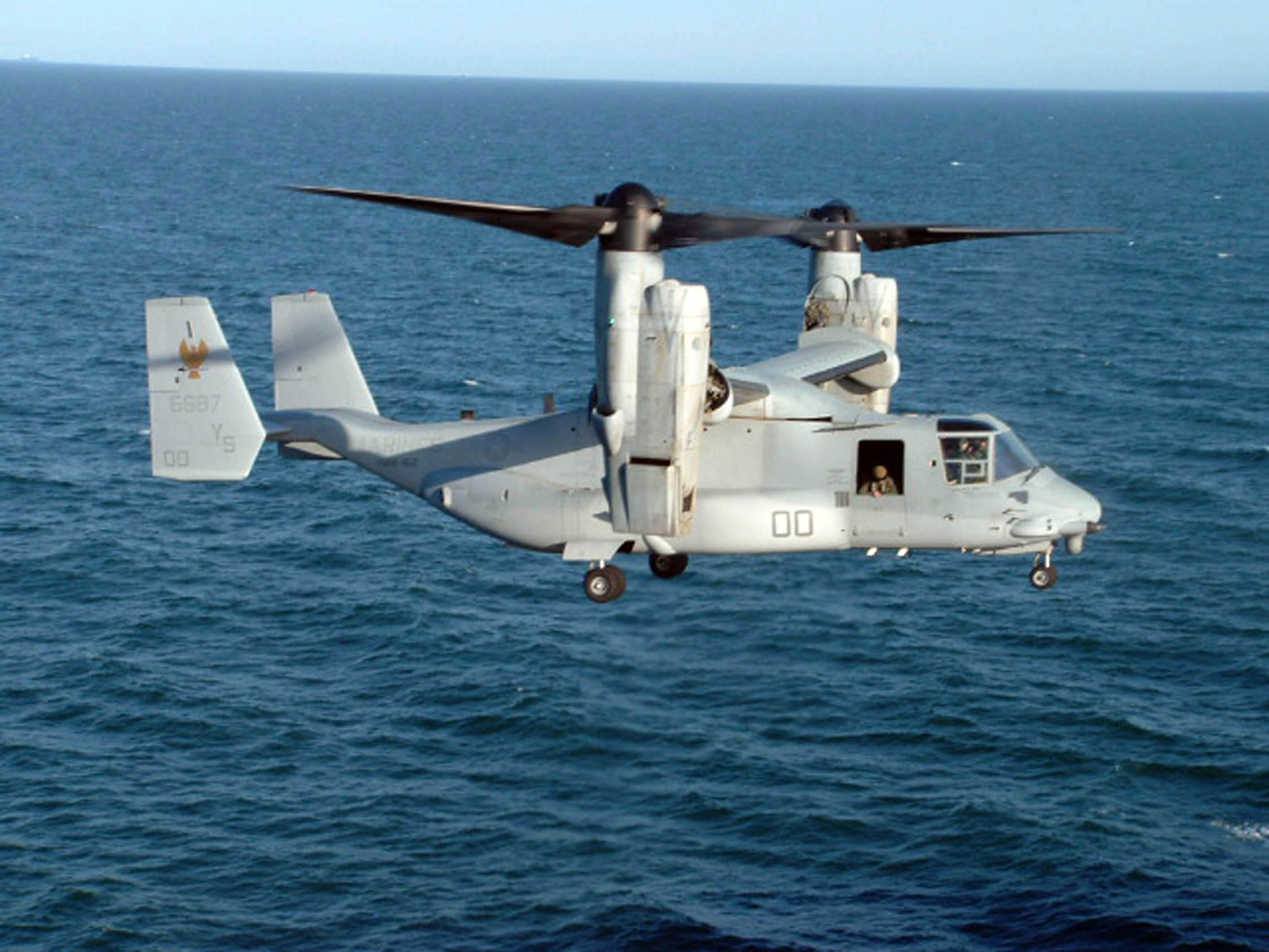
MV-22 Osprey chuẩn bị hạ cánh xuống tàu

Hạ cất cánh thẳng đứng và đường băng ngắn (V/STOL) là thuật ngữ được dừng để miêu tả các máy bay có thể hạ hay cất cánh thẳng đứng hoặc đường băng ngắn. V/STOL viết tắt từ chữ Vertical / Short Take-Off and Landing (có nghĩa là Hạ cất cánh thẳng đứng) miêu tả các máy bay có thể hạ cất cánh không cần đường băng. Tổng quát lại, một máy bay V/STOL cần phải có khả năng bay lơ lửng; trực thăng không được phân loại vào kiểu máy bay V/STOL.
Hầu hết máy bay V/STOL là các máy bay thử nghiệm và thường thất bại hoàn toàn từ thập niên 1950 tới thập niên 1970. Những kiểu máy bay V/STOL được sản xuất với số lượng lớn gồm Harrier, Yakovlev Yak-38 Forger và V-22 Osprey.
V/STOL được phát triển nhằm cho phép các máy bay phản lực có thể nhanh chóng vận hành từ trong rừng, từ đường băng rất ngắn và từ các tàu sân bay nhỏ vốn chỉ chở được trực thăng.
Ưu điểm chính của máy bay V/STOL là nó có thể được triển khai gần căn cứ đối phương, giảm thời gian phản ứng và các yêu cầu hỗ trợ. Như trong chiến tranh Falkland, nó cho phép máy bay Harrier hoạt động với tần suất cao khi tham chiến.

## Danh sách máy bay V/STOL
Danh sách này có thể chưa đầy đủ.

### Trang bị động cơ lực đẩy điều hướng đa chiều
- Ryan XV-5.
- Hawker P.1127/Kestrel/Harrier.

### Rotor nghiêng
- Bell XV-3
- Bell XV-15
- Bell 609
- Bell-Boeing V-22 Osprey

### Cánh nghiêng
- Fairchild X-19
- Canadair CL-84 Dynavert
- LTV XC-142
- Bell X-22
- Hiller X-18

### Động cơ đẩy và động cơ nâng riêng biệt
- Kamov Ka-22
- Lockheed XV-4 Hummingbird
- Mirage "Balzac" V
- Mirage III V
- Yakovlev Yak-141
- Yakovlev Yak-38

### Máy bay siêu âm
- Bell D-188A Mach 2
- EWR VJ 101 Mach 2
- Mirage III V Mach 2.03
- Hawker Siddeley P.1154 M1.7
- Rockwell XFV-12
- Yakovlev Yak-141
- Lockheed Martin X-35B/F-35B.[1]